# امیلی فانینگ
 امیلی فانینگ (انگلیسی: Emily Fanning؛ زاده ۱۳ ژوئن ۱۹۹۵) یک تنیس‌باز اهل نیوزیلند است.